# Синичино (Гомельская область)
Синичино (бел. Сінічына) — деревня в Кривском сельсовете Буда-Кошелёвского района Гомельской области Белоруссии.

## География
В 24 км на юг от районного центра и железнодорожной станции Буда-Кошелёвская (на линии Жлобин — Гомель), 26 км от Гомеля.

### Гидрография
Река Иволька (приток река Уза).

## Транспортная сеть
Рядом автодорога Жлобин — Гомель. Планировка состоит из почти прямолинейной улицы, ориентированной с юго-запада на северо-восток, к которой с юга присоединяются две короткие прямолинейные улицы. Застройка двусторонняя, деревянными домами усадебного типа.

## История
По письменным источникам известна XIX века как деревня в Чеботовичской волости Гомельского уезда Могилёвской губернии. Помещик владел здесь в 1873 году 624 десятинами земли и питейным домом. В 1883 году располагался хлебозапасный магазин. По переписи 1897 года находились: в деревне — школа грамоты; в фольварке — трактир. В деревенской школе в 1905 году обучались 42 мальчика и 8 девочек. В 1909 году 900 десятин земли, мельница.
В 1926 году функционировали почтовое отделение, 4-летняя школа. С 8 декабря 1926 года по 30 декабря 1927 года центр Синичинского сельсовета Уваровичского района Гомельского округа. В 1930 году организован колхоз «Новый мир», работали 2 ветряные мельницы и кузница. Во время Великой Отечественной войны оккупанты убили 16 жителей, 96 жителей деревни погибли на фронте. В 1959 году в составе колхоза имени М. И. Калинина (центр — деревня Ивольск).
До 16 декабря 2009 года в составе Ивольского сельсовета.

## Население
- 1883 год — 58 дворов, 363 жителя.
- 1897 год — 93 двора, 636 жителей; в фольварке — 4 двора, 16 жителей (согласно переписи).
- 1909 год — 98 дворов, 722 жителя.
- 1925 год — 178 дворов, 980 жителей.
- 1959 год — 694 жителя (согласно переписи).
- 2004 год — 101 хозяйство, 182 жителя.